# Сердце

Сердечный цикл — работа сердца

Схема сердца человека

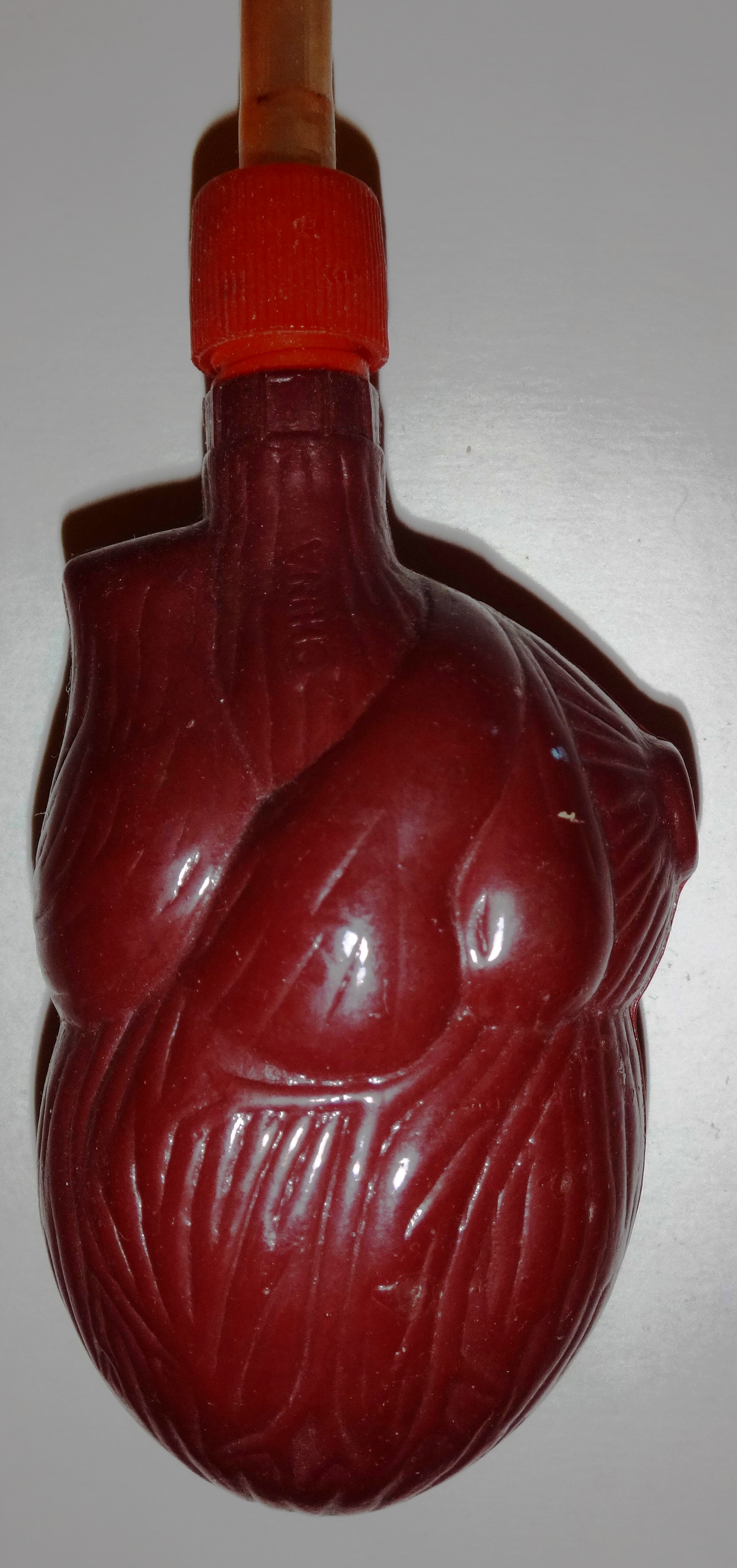
Модель человеческого сердца в натуральную величину

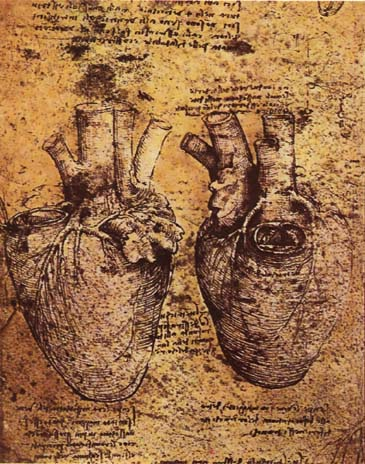
Сердце и его кровеносные сосуды, Леонардо да Винчи, XV век

Се́рдце (лат. cor, греч. καρδία) — полый фиброзно-мышечный орган, обеспечивающий посредством повторных ритмичных сокращений ток крови по кровеносным сосудам. Присутствует у всех живых организмов с развитой кровеносной системой, включая всех позвоночных, в том числе и человека. Сердце позвоночных состоит главным образом из сердечной, эндотелиальной и соединительной ткани. При этом сердечная мышца представляет собой особый вид поперечно-полосатой мышечной ткани, встречающейся исключительно в сердце. Сердце человека, сокращаясь в среднем 72 раза в минуту, на протяжении 66 лет совершит около 2,5 миллиардов сердечных циклов. Масса сердца у человека зависит от пола и обычно достигает 250—320 граммов у женщин и 300—360 граммов у мужчин.

## Этимология
Русское слово «сердце» восходит к праслав. *sьrdьko, продолжающему пра-и.е. *ḱērd (от того же корня лит. širdìs, др.-греч. καρδία, лат. cor, англ. heart).

## Эволюционное развитие

### Предпосылки появления сердца у хордовых
У небольших организмов не возникает проблемы с доставкой питательных веществ и удаления продуктов обмена из организма (достаточно скорости диффузии). Однако по мере увеличения размеров возрастает необходимость обеспечения всё бо́льших потребностей организма в получении энергии, питания, дыхания и своевременного удаления продуктов метаболизма (израсходованного). В результате у примитивных организмов уже имеются так называемые «сердца», обеспечивающие необходимые функции.
Палеонтологические находки позволяют сказать, что примитивные хордовые уже имеют некое подобие сердца. Сердце всех хордовых обязательно окружено сердечной сумкой (перикардом) и обладает клапанным аппаратом. Сердца моллюсков также могут иметь клапаны и перикард, который у брюхоногих обхватывает заднюю кишку. У насекомых и других членистоногих сердцами могут называть органы кровеносной системы в виде перистальтирующих расширений магистральных сосудов. У моллюсков и членистоногих количество «сердец» может меняться в зависимости от вида. У хордовых сердце — обычно непарный орган, за исключением миксин, которые обладают вторым сердцем (сердцеподобной структурой, расположенной в хвосте). Понятие «сердце» не применимо к червям и подобным живым организмам. Однако полноценный орган отмечают у рыб. Далее, как и для всех гомологичных (сходных) органов, происходит уменьшение множества отсеков до двух (у человека, например, по два на каждый круг кровообращения).

### Сердце рыб

Двухкамерное сердце рыб (описание в тексте)

Согласно эволюционному учению, впервые сердце как полноценный орган отмечается у рыб: сердце здесь двухкамерное, появляется клапанный аппарат и сердечная сумка.
Систему кровообращения примитивных рыб можно условно представить в виде последовательно расположенного «четырёхкамерного» сердца, совершенно не похожего на четырёхкамерное сердце птиц и млекопитающих:
1. «первая камера» представлена венозным синусом, принимающим неоксигенированную (бедную кислородом) кровь от тканей рыбы (из печёночной и кардинальной вен);
2. «вторая камера» — собственно предсердие, оснащённое клапанами;
3. «третья камера» — собственно желудочек;
4. «четвёртая камера» — аортальный конус, содержащий несколько клапанов и передающий кровь в брюшную аорту.

Брюшная аорта рыб несёт кровь к жабрам, где происходит оксигенация (насыщение кислородом) и по спинной аорте кровь доставляется к остальным частям тела рыбы.
У высших рыб четыре камеры расположены не в виде прямолинейного ряда, а образуют S-образное образование с последними двумя камерами, лежащими выше первых двух. Эта относительно простая картина наблюдается у хрящевых рыб и у кистепёрых рыб. У костистых рыб артериальный конус очень мал и может быть более точно определён как часть аорты, а не сердца. Артериальный конус встречается не у всех амниот — предположительно поглощается желудочком сердца в процессе эволюции, в то время как венозный синус присутствует в виде рудиментарной структуры у некоторых рептилий и птиц, в последующем у других видов он сливается с правым предсердием и становится более не различимым.

### Сердце земноводных и пресмыкающихся
Земноводные (амфибии) и пресмыкающиеся (рептилии или гады) уже имеют два круга кровообращения и сердце у них трёхкамерное (появляется межпредсердная перегородка). Единственная современная рептилия, имеющая хотя и неполноценное (межжелудочковая перегородка частично разделяет желудочек), но уже четырёхкамерное сердце — крокодил. Считается, что впервые четырёхкамерное сердце появилось у динозавров и примитивных млекопитающих. В дальнейшем такое строение сердца унаследовали прямые потомки динозавров — птицы и потомки примитивных млекопитающих — современные млекопитающие.

### Сердце птиц и млекопитающих

Компьютерная модель работы сердца

Анимированное сердце

Сердце птиц и млекопитающих (зверей) — четырёхкамерное. Различают: правое предсердие, правый желудочек, левое предсердие и левый желудочек. Кровообращение: из одной или двух передних (верхних) и задней (нижней) полых вен кровь поступает в правое предсердие, затем в правый желудочек, затем по малому кругу кровообращения кровь проходит через лёгкие, где обогащается кислородом (оксигенируется), поступает в левое предсердие, затем в левый желудочек и, далее, в основную артерию организма — аорту (птицы имеют правую дугу аорты, млекопитающие — левую). Большой и малый круги кровообращения полностью разобщены.
Между предсердиями и желудочками находятся фиброзно-мышечные клапаны — справа трёхстворчатый (или трикуспидальный), слева двустворчатый (или митральный). На выходе из желудочков соединительнотканные клапаны (лёгочный справа и аортальный слева). Клапаны открываются только в сторону желудочков и поэтому пропускают кровь только в одном направлении: из предсердий в желудочки. Открываться в сторону предсердий створкам клапанов мешают сухожильные нити, отходящие от поверхности и краёв клапанов и прикрепляющиеся к мышечным выступам желудочков. Мышечные выступы, сокращаясь вместе с желудочками, натягивают сухожильные нити, чем препятствуют выворачиванию створок клапанов в сторону предсердий и обратному оттоку крови в предсердия.
Предсердия открываются в желудочки через атриовентрикулярные клапаны, присутствующие в межжелудочковой перегородке. Это различие видно также на поверхности сердца, как коронарная борозда. В верхнем правом предсердии имеется структура в виде уха, называемая придатком правого предсердия, или ушной раковиной, и ещё одна в верхнем левом предсердии — придаток левого предсердия. Правое предсердие и правый желудочек вместе иногда называют правым сердцем. Точно так же левое предсердие и левый желудочек называют левым сердцем. Желудочки отделены друг от друга межжелудочковой перегородкой, видимой на поверхности сердца в виде передней продольной борозды и задней межжелудочковой борозды.

## Регенерация
Мышечная ткань сердца млекопитающих не имеет возможности восстанавливаться после повреждений (исключение — млекопитающие в эмбриональном периоде способны к регенерации органа в определённых рамках), в отличие от тканей некоторых рыб и амфибий. Однако исследователи Юго-Западного медицинского центра Техасского университета доказали, что сердце мышонка, которому всего день от рождения, ещё может восстанавливаться, а сердце семидневного мышонка — уже нет.

## Эмбриональное развитие
Сердце, как и кровеносная и лимфатическая системы, является производным мезодермы. Своё начало сердце берёт с объединения двух зачатков, которые, сливаясь, замыкаются в сердечную трубку, в которой уже представлены характерные для сердца ткани. Эндокард формируется из мезенхимы, а миокард и эпикард — из висцерального листка сплахнотома.
Примитивная сердечная трубка делится на несколько частей:
- венозный синус (производным которого является синус полой вены);
- общее предсердие;
- общий желудочек;
- сердечная луковица (лат. bulbus cordis).

В дальнейшем сердечная трубка заворачивается в результате своего интенсивного роста, сначала S-образно во фронтальной плоскости, а затем U-образно в сагиттальной плоскости, результатом чего является нахождение артерий впереди венозных ворот у сформировавшегося сердца.
Для более поздних этапов развития характерно септирование, разделение сердечной трубки перегородками на камеры. У рыб септирование не происходит, в случае амфибий стенка образуется только между предсердиями. Межпредсердная стенка (лат. septum interatriale) состоит из трёх компонентов, из которых оба первых растут сверху вниз в направлении желудочков:
- первичная стенка;
- вторичная стенка;
- ложная стенка.

Рептилии обладают четырёхкамерным сердцем, однако, желудочки объединены при помощи межжелудочкового отверстия. И только у птиц и млекопитающих развивается плёночная перегородка, которая закрывает межжелудочковое отверстие и отделяет левый желудочек от правого. Межжелудочковая стенка состоит из двух частей:
- мышечная часть, растёт снизу вверх и разделяет собственно желудочки, в районе сердечной луковицы остаётся отверстие — лат. foramen interventriculare;
- мембранная часть, отделяет правое предсердие от левого желудочка, а также закрывает межжелудочковое отверстие.

Развитие клапанов происходит параллельно септированию сердечной трубки. Аортальный клапан формируется между артериальным конусом (лат. conus arteriosus) левого желудочка и аортой, клапан лёгочной вены — между артериальным конусом правого желудочка и лёгочной артерией. Между предсердием и желудочком образуются митральный (двухстворчатый) и трёхстворчатый (трикуспидальный) клапаны. Синусальные клапаны образуются между предсердием и венозным синусом. Левый синусальный клапан позднее объединяется с перегородкой между предсердиями, а правый формирует клапан нижней полой вены и клапан коронарного синуса.

## Человеческое сердце

Схематическое изображение сердца человека (вид спереди): красным цветом окрашены структуры, по которым движется артериальная (обогащённая кислородом) кровь, синим — венозная кровь

Сердце человека состоит из четырёх камер, разделённых перегородками и клапанами. Кровь из верхней и нижней полой вены поступает в правое предсердие, проходит через трикуспидальный клапан (он состоит из трёх лепестков) в правый желудочек. Затем через лёгочный клапан и лёгочный ствол поступает в лёгочные артерии, идёт к лёгким, где происходит газообмен и возвращается к левому предсердию. Затем через митральный (двухстворчатый) клапан поступает в левый желудочек, затем проходит через аортальный клапан в аорту.
В правое предсердие входят полые, в левое предсердие — лёгочные вены. Из правого и левого желудочка выходят, соответственно, лёгочная артерия (лёгочный ствол) и восходящая аорта. Правый желудочек и левое предсердие замыкают малый круг кровообращения, левый желудочек и правое предсердие — большой круг. Сердце входит в состав органов среднего средостения, бо́льшая часть его передней поверхности прикрыта лёгкими. Со впадающими участками полых и лёгочных вен, а также выходящими аортой и лёгочным стволом оно покрыто сорочкой (сердечной сумкой или перикардом). В полости перикарда содержится небольшое количество серозной жидкости.
У взрослого человека его объём и масса составляют в среднем для мужчин 783 см3 и 332 г, для женщин — 560 см3 и 253 г.
Через сердце человека в течение суток проходит от 7000 до 10 000 литров крови, за год около 3 150 000 литров.
В 2015 году учёные Калифорнийского университета в Беркли (США) создали уменьшенную копию человеческого сердца. Сделать это удалось благодаря плюрипотентным стволовым клеткам, которые могут становиться клетками любого органа под воздействием определённых химических сигналов, которые и смогли подобрать учёные. На такой модели можно изучать все этапы развития сердца младенца в утробе матери.

## Нервная регуляция работы сердца

Проводящая система сердца

В полости сердца и в стенках крупных сосудов расположены рецепторы, воспринимающие колебания давления крови (наполненности желудочков кровью). Нервные импульсы, приходящие от этих рецепторов, вызывают рефлексы, подстраивающие работу сердца к потребностям организма. Импульсы-команды о перестройке работы сердца поступают от нервных центров продолговатого мозга и спинного мозга. Парасимпатические нервы передают импульсы, снижающие частоту сердечных сокращений, симпатические нервы доставляют импульсы, повышающие частоту сокращений. Любая физическая нагрузка, сопровождающаяся подключением к работе большой группы мышц, даже простое изменение положение тела, требует коррекции работы сердца и может возбудить центр, ускоряющий деятельность сердца. Болевые раздражители и эмоции также могут изменить ритм работы сердца.
Проводящая система сердца (ПСС) — комплекс анатомических образований сердца (узлов, пучков и волокон), состоящих из атипичных мышечных волокон (сердечные проводящие мышечные волокна) и обеспечивающих координированную работу разных отделов сердца (предсердий и желудочков), направленную на обеспечение нормальной сердечной деятельности. Атипичные кардиомиоциты обладают способностью спонтанно генерировать импульс возбуждения и проводить его ко всем отделам сердца, обеспечивая тем самым их координированные сокращения (и это принято называть автономностью сердечного ритма). Основным водителем сердечного ритма является синоатриальный узел (узел Киса-Флека/водитель ритма первого порядка). От него импульс переходит в атриовентрикулярный узел (узел Ашоффа-Тавары/водитель ритма второго порядка), далее в пучок и ножки Гисса, и наконец в волокна Пуркинье. В них развивается самая большая скорость импульса — до 5 м/с.
Воздействия со стороны нервной системы оказывают лишь модулирующее влияние на автономную работу проводящей системы сердца.

## Декстрокардия
Декстрокардия (лат. dextrocardia от лат. dexter — правый и др.-греч. καρδία — сердце)) — редкое врождённое состояние — вариант расположения сердца в нормальной анатомии, когда за счёт разворота внутренних органов, произошедшего во время эмбрионального развития сердце оказывается повёрнутым на 180 градусов относительно вертикальной оси и занимает не традиционное расположение в левой части грудной клетки, а справа: то есть верхушка сердца обращена вправо. Впервые декстрокардию описал Марко Аурелио Северино в 1643 году. Может сочетаться с полным эмбриональным поворотом на 180 градусов всех внутренних органов лат. situs inversus viscerum (дословно: «перевёрнутое расположение внутренних органов») — тогда внутренние органы имеют зеркальное расположение по сравнению с их нормальным положением: верхушка сердца обращена вправо (сердце находится с правой стороны), трёхдольным (англ. trilobed) является левое лёгкое, двудольным (англ. bilobed) — правое лёгкое. Кровеносные сосуды, нервы, лимфатические сосуды и кишечник также инвертированы. печень и жёлчный пузырь расположены слева (перемещаются из правого в левое подреберье), желудок и селезёнка — справа.
При отсутствии врождённых пороков сердца люди с транспозицией внутренних органов могут вести нормальный образ жизни, без каких-либо осложнений, связанных с вариантом их анатомического строения.

## Болезни сердца

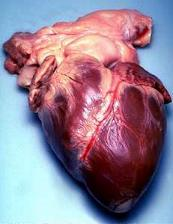
Сердце 64-летнего мужчины

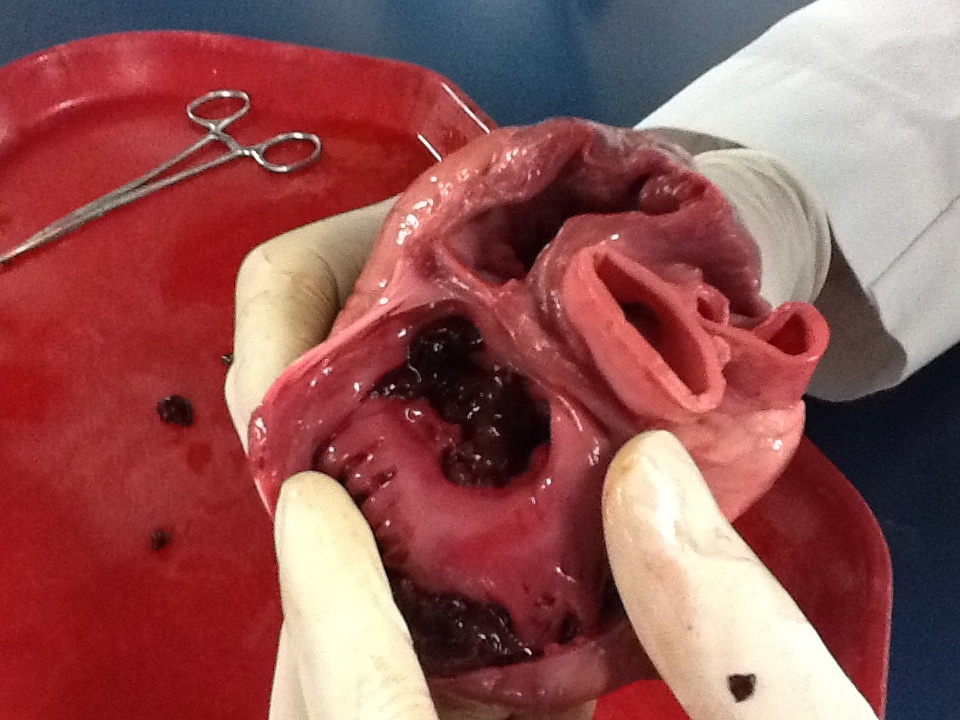
Сердце: вскрыто, показаны камеры

Трёхмерная эхокардиограмма, показывающая митральный клапан (справа), трикуспидальный и митральный клапаны (вверху слева) и аортальный клапан (вверху справа).
Закрытие сердечных клапанов вызывает сердечные тоны

Раздел медицины, изучающий сердце и связанную с ним патологию, называется кардиология.

### Сердечная недостаточность
Под медицинским термином «сердечная недостаточность» понимают комплекс расстройств, обусловленных, главным образом, понижением сократительной способности сердечной мышцы (миокарда), способствующем развитию застойных процессов. Преимущественная недостаточность левого желудочка сердца протекает с застоем крови в малом круге кровообращения (что сопровождается одышкой, цианозом, кровохарканьем и так далее), а правого желудочка — с венозным застоем в большом круге кровообращения (отёки, увеличенная печень). В результате сердечной недостаточности возникают гипоксия органов и тканей, ацидоз и другие нарушения метаболизма.

### Пороки сердца
Под пороком понимают патологическое состояние сердца, в ходе которого наблюдаются дефекты клапанного аппарата, или его стенок, приводящие к сердечной недостаточности. Различают врождённые и приобретённые пороки сердца:
- врождённый поро́к се́рдца (ВПС) — дефект в структуре сердца и/или крупных сосудов, присутствующий с момента рождения. Большинство пороков нарушают ток крови внутри сердца или по большому (БКК) и малому (МКК) кругам кровообращения. Пороки сердца являются наиболее частыми врождёнными дефектами и являются основной причиной детской смертности от пороков развития.
- приобретённые пороки сердца, называемые также клапанными пороками — нарушение деятельности сердца, обусловленное морфологическими и/или функциональными изменениями одного или нескольких его клапанов. Изменения могут быть в виде стеноза, недостаточности клапана или их сочетания. Являются результатом инфекционного поражения, воспаления или аутоиммунных реакций, перегрузки и дилатации (расширения) камер сердца.

### Аритмия сердца
Аритми́я сердца (от др.-греч. ἀρρυθμία — «несогласованность, нескладность» — нарушение сердечного ритма) — патология проводящей системы сердца. Данное патологическое состояние проявляется нарушением частоты, ритмичности и последовательности возбуждения и сокращения сердца. По мнению экспертов ВОЗ, аритмия — любой ритм сердца, отличающийся от нормального синусового ритма (ВОЗ, 1978).
Фибрилляция сердца — состояние сердца, при котором отдельные группы мышечных волокон сердечной мышцы сокращаются разрозненно и нескоординированно, вследствие чего сердце теряет способность совершать согласованные сокращения, что приводит к неэффективности работы этого органа. Выделяют фибрилляцию предсердий и фибрилляцию желудочков сердца.

#### Фибрилляция предсердий
Фибрилля́ция предсе́рдий (синоним: мерцательная аритмия) — разновидность наджелудочковой тахиаритмии с хаотической электрической активностью предсердий с частотой импульсов 350—700 в минуту, что исключает возможность координированного сокращения волокон их мышечной ткани. Является одной из наиболее распространённых аритмий. Мерцательная аритмия может быть выявлена при исследовании пульса и обнаружении, что сердцебиения происходят с нерегулярным интервалом. Однако окончательный диагноз выставляется по ЭКГ-признакам: отсутствие зубцов P, которые присутствуют при нормальном ритме сердца и характеризуют электрическую активность при сокращении предсердий. Вместо них появляется множество волн f, которые характеризуют фибрилляцию (то есть мерцание, дрожание) предсердий.

### Стенокардия
Стенокардия (или грудная жаба) — патологическое состояние (заболевание) развивающееся в результате кислородного голодания сердечной мышцы. Основной клинический признак — интенсивная боль за грудиной (ангинозная боль). Однако болевые ощущения могут носить вариабельный характер. Пациент может жаловаться на чувство дискомфорта в груди, боли в животе, горле, руке, лопатке. Нередко заболевание протекает без болевого синдрома, что характерно для больных сахарным диабетом.

#### Инфаркт миокарда
Острый инфаркт миокарда является одной из клинических форм ишемической болезни сердца, протекающей с развитием ишемического некроза участка миокарда, обусловленного абсолютной или относительной недостаточностью его кровоснабжения.

### Эндокардит
Эндокардит (новолат. endocarditis; от др.-греч. ἔνδον — внутри, καρδία — сердце, + itis) — воспаление внутренней оболочки сердца — эндокарда. Самостоятельное значение имеет подострый бактериальный эндокардит, вызываемый чаще стрептококком. В большинстве случаев эндокардит не является самостоятельным заболеванием, а представляет собой частное проявление других заболеваний. Начало заболевания может быть как отчётливым, так и относительно постепенным. Проявления болезни складываются из симптомов инфекционного процесса, иммунных нарушений и признаков поражения клапанов сердца.

### Дилатационная кардиомиопатия
Дилатацио́нная ка́рдиоми́опати́я (ДКМП) — заболевание миокарда, характеризующееся возникновением расширения (дилатации) полостей сердца, с развитием ухудшения сократительной способности миокарда (систолической дисфункции), но без увеличения толщины стенок (гипертрофии миокарда). Причины возникновения и развития данной патологии разнообразны. По сути, это заболевание является синдромом, развивающимся в исходе различных состояний, поражающих миокард. Это весьма распространённое заболевание — его частота достигает 1:2500, это третья по частоте причина сердечной недостаточности. Клиническая картина характеризуется развитием прогрессирующей сердечной недостаточности, нарушений сердечного ритма и проводимости, тромбоэмболий, внезапной смерти. Критерием заболевания считается снижение фракции выброса левого желудочка ниже 45 % и размер полости левого желудочка в диастолу более 6 см. Лечение дилатационной кардиомиопатии стволовыми клетками восстанавливает работу печени, почек, лёгких, освобождая их от застоя крови и жидкостей. Однако в настоящее время вопрос подобной терапии исследован недостаточно, и находится в фазе активных клинических испытаний.

### Кардиогенный шок
Кардиогенный шок — крайняя степень левожелудочковой сердечной недостаточности, характеризующаяся резким снижением сократительной способности миокарда (падением ударного и минутного выброса), которое не компенсируется повышением сосудистого сопротивления и приводит к неадекватному кровоснабжению всех органов и тканей, прежде всего — жизненно важных органов. Чаще всего он развивается как осложнение инфаркта миокарда, реже миокардита или отравления кардиотоксическими субстанциями.
Расширение сердца
Оно проявляется расстройством кровообращения вследствие ослабления сердечной мышцы при увеличении объёма полостей сердца и истончении его стенок. Исход заболевания зависит от тяжести процесса, состояния резервных сил больного и своевременности лечебной помощи.

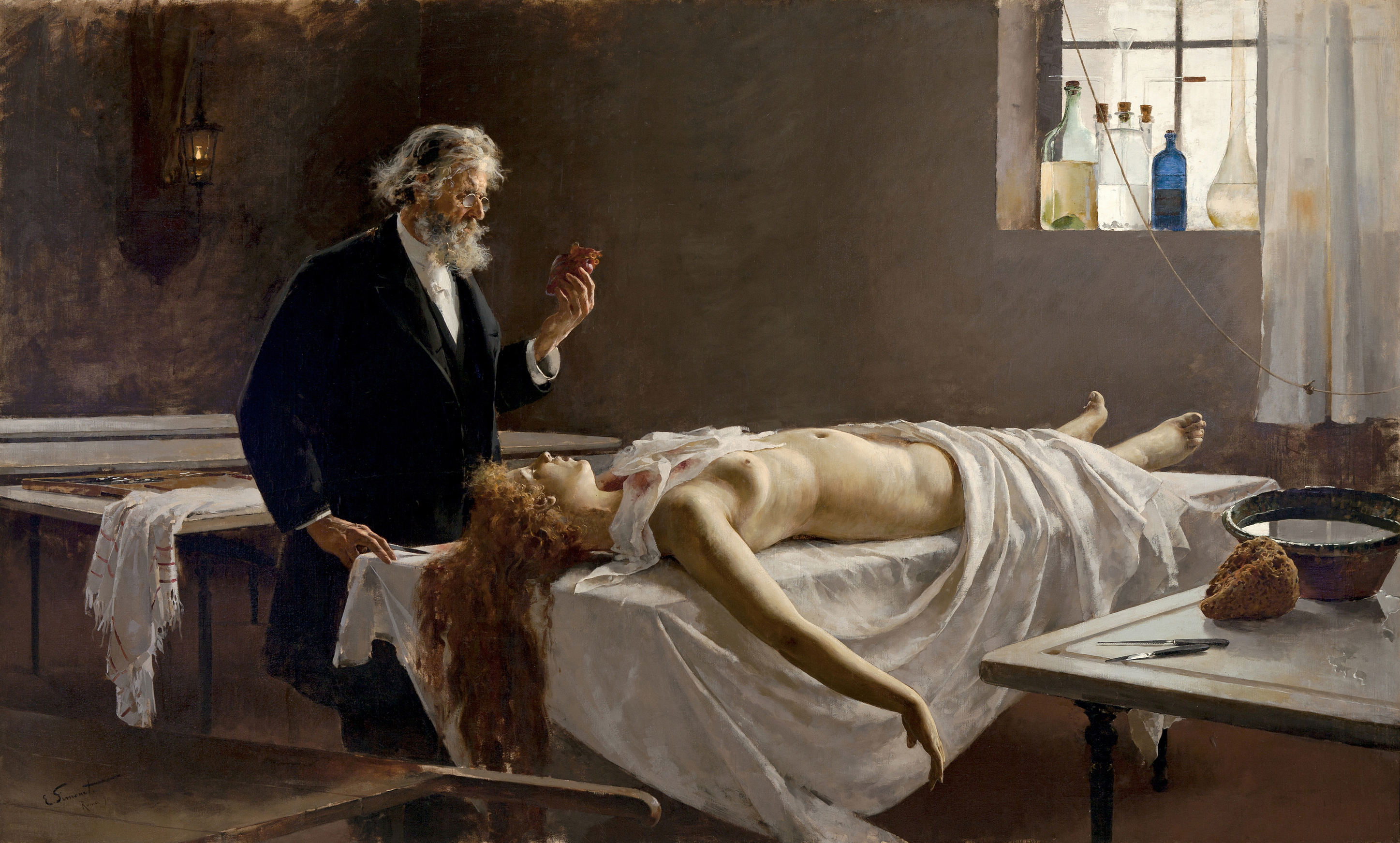
Энрике Симоне, «У неё было сердце» (1890)

## Пересадка сердца
Современная медицинская наука позволяет успешно осуществлять пересадку сердца от донора (находящегося в состоянии клинической смерти) к реципиенту (пациенту, сердце которого предельно изношено или серьёзно повреждено).